# 링컨 킬패트릭

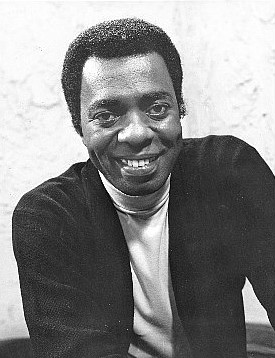

링컨 킬패트릭(영어: Lincoln Kilpatrick, 1932년 2월 12일 ~ 2004년 5월 18일)은 미국의 배우이다. 세인트루이스에서 태어났으며 로스앤젤레스에서 사망하였다. 사인은 폐암이다. 포리스트 론 메모리얼 파크에 매장되었다.

## 출연 작품
- 피라나 (1995년)
- 포트리스 (1992년)
- 찬스 오브 라이프타임 (1991년)
- 드래곤 작전 (1991년)
- 람보 캅 (1988년)
- 킬 나이트 (1988년)
- 스토니 (1983년)
- 마틴 루터 킹 (1978년)
- 소일렌트 그린 (1973년)
- 홍키 (1971년)
- 죽음의 묵시록 (1971년)
- 오메가 맨 (1971년) - 재커리 역
- 제너레이션 (1969년)
- 형사 마디간 (1968년)

### 텔레비전
- 닥터 게논 (1969-72)
- 아이언사이드 (1970-72)